# Air Zimbabwe
Air Zimbabwe – byłe narodowe linie lotnicze Zimbabwe z siedzibą w Harare. Obsługiwały połączenia do Afryki, Azji oraz do Europy. Głównym węzłem był Port lotniczy Harare.

## Porty docelowe

### Afryka
- Angola
  - Luanda (port lotniczy Luanda)
- Demokratyczna Republika Konga
  - Lubumbashi (Port lotniczy Lubumbashi)
- Kenia
  - Nairobi (Port lotniczy Jomo Kenyatta)
- Malawi
  - Lilongwe (Port lotniczy Lilongwe)
- Mauritius
  - Port Louis (Port lotniczy Mauritius)
- Południowa Afryka
  - Johannesburg (Port lotniczy Johannesburg)
- Tanzania
  - Dar es Salaam (Port lotniczy Dar es Salaam)
- Zambia
  - Lusaka (Port lotniczy Lusaka)
- Zimbabwe
  - Bulawayo (Port lotniczy Bulawayo)
  - Harare (Port lotniczy Harare) węzeł
  - Victoria Falls (Port lotniczy Victoria Falls)

### Azja
- Chiny
  - Guangzhou (Port lotniczy Guangzhou)
  - Pekin (Port lotniczy Pekin)
- Singapur
  - Singapur (Port lotniczy Changi)
- Zjednoczone Emiraty Arabskie
  - Dubaj (Port lotniczy Dubaj)

### Europa
- Wielka Brytania
  - Londyn (Port lotniczy Londyn-Gatwick)

## Flota w dniu zaprzestania działalności[2]
- 1 Airbus A320-200
- 3 Boeing 737-200
- 1 Boeing 767-200ER